# Steenspiraalkorst
De steenspiraalkorst (Scoliciosporum umbrinum) is een korstmos behorend tot de familie Scoliciosporaceae. Deze steenbewoner leeft in symbiose met een chlorococcoïde alg.

## Determinatie
Het thallus is dun en grijsgroen of donkergroenbruin tot zwart van kleur. De apotheciën zijn onberijpt en hebben een diameter van 0,2–0,7 mm. Het epithecium is blauwgroen, groenbruin of olijfbruin, kleuren vaak door elkaar. De pycnidiën zijn half verzonken, zwart en 25–75 µm in diameter. Het heeft geen kenmerkende kleurreacties: C-, K–, KC–, Pd–. 
Het hymenium heeft een hoogte van 40 tot 65 µm. De asci zijn breed knotsvormig tot knotscilindrisch en 8-sporig. De ascosporen zijn 3–7 septaat, naaldvormig, spiraalvormig gedraaid, hyaliene, glad, dunwandig, zonder epispore en meten (15–) 20–30 (–40) × 2–3 µm.

## Verspreiding
In Nederland komt de steenspiraalkorst vrij algemeen voor. Hij staat niet op de rode lijst en is niet bedreigd.

## Fotogalerij

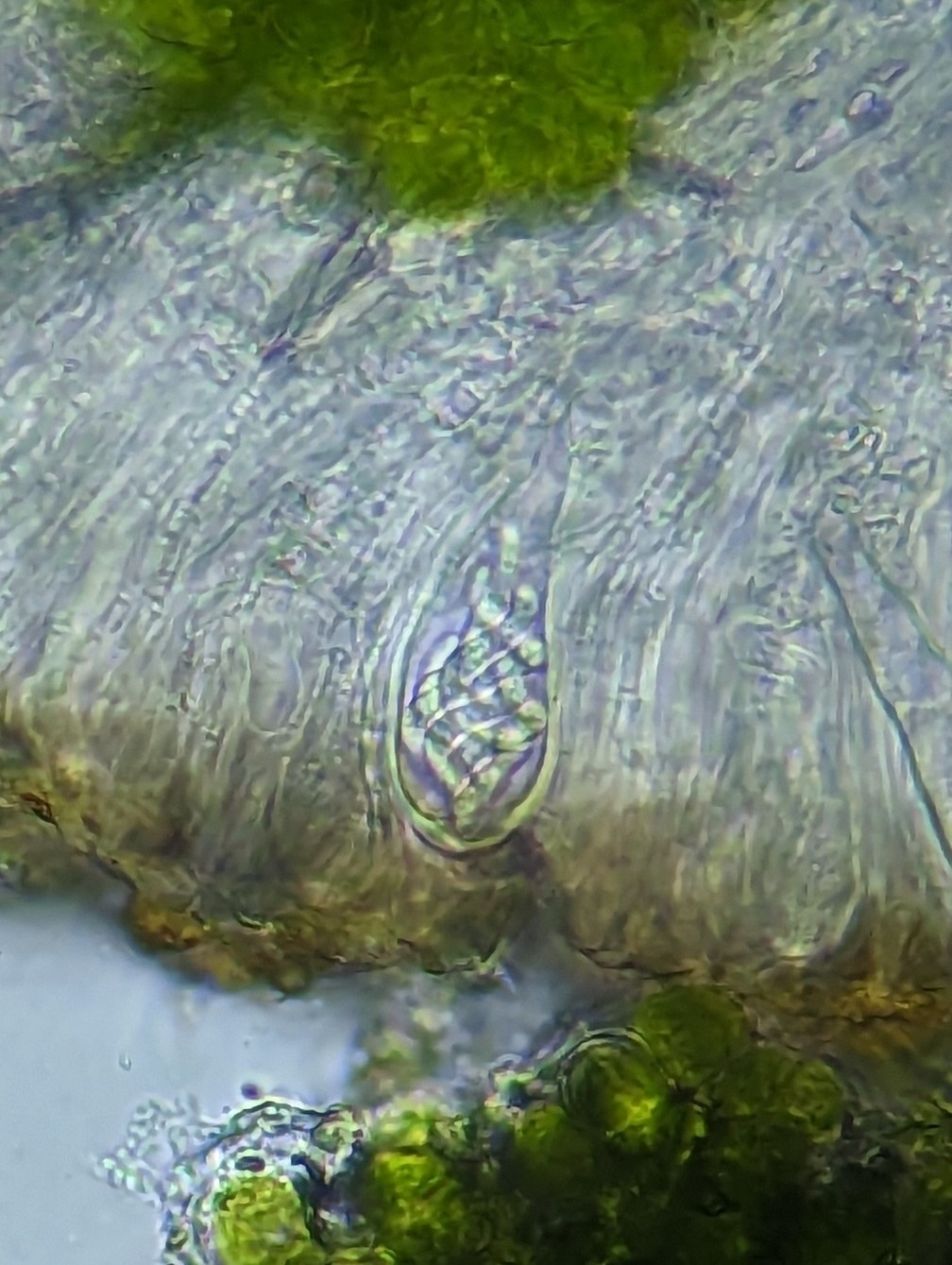
Ascus met sporen
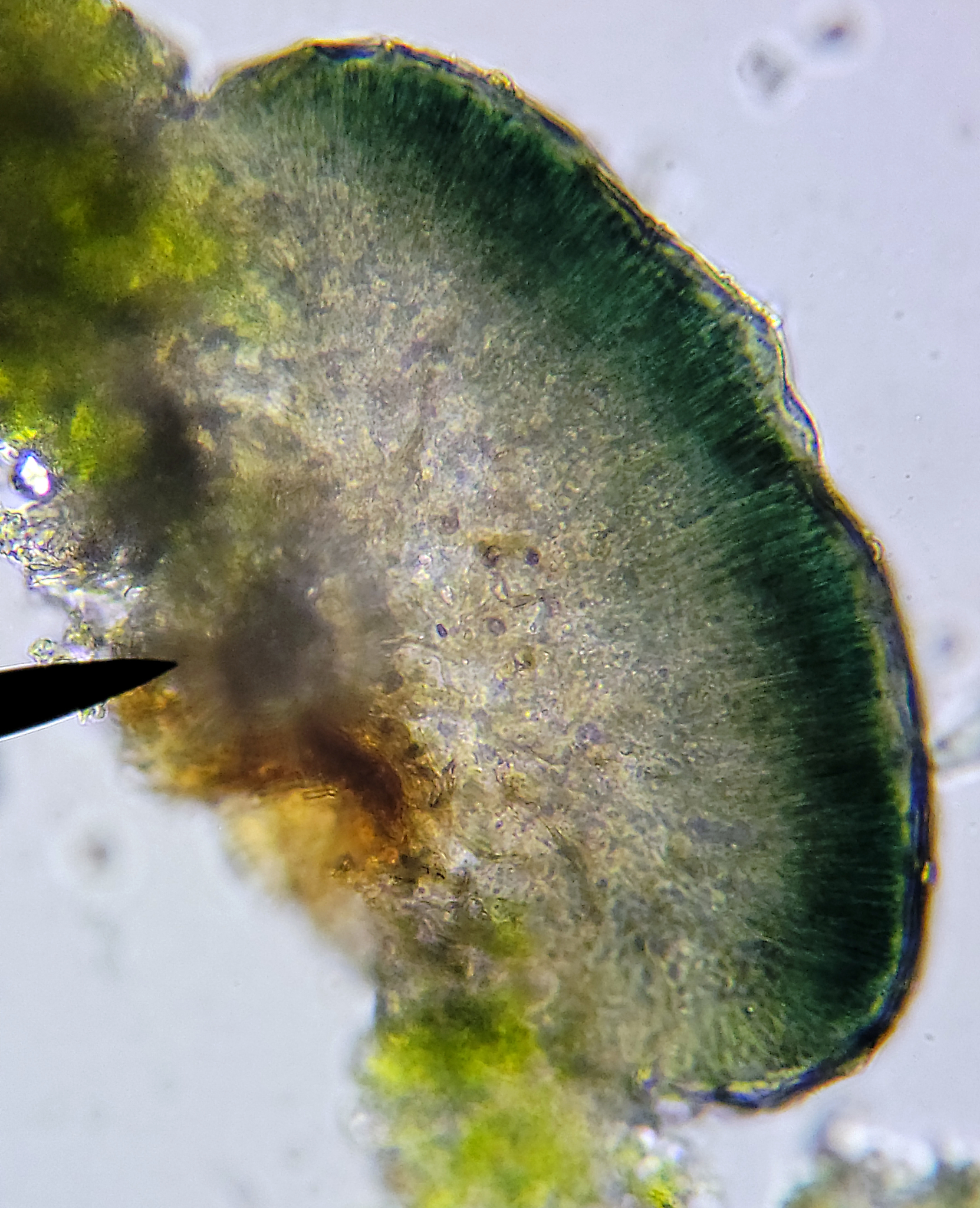